# اس‌ام‌اس آرکونا (۱۸۸۵)
اس‌ام‌اس آرکونا (انگلیسی: SMS Arcona) یک ناوچه سبک بخار از کلاس کارولا بود که در دهه ۱۸۸۰ میلادی برای استفاده در نیروی دریایی امپراتوری آلمان ساخته شد.